# Hymenomima tharpa
Hymenomima tharpa är en fjärilsart som beskrevs av William Schaus 1916. Hymenomima tharpa ingår i släktet Hymenomima och familjen mätare. Inga underarter finns listade i Catalogue of Life.